# Helsingfors–Riihimäki-banan
Helsingfors–Riihimäki-banan är ett banavsnitt på finska Stambanan och sträcker sig mellan Helsingfors, Kervo, Hyvinge och Riihimäki. Bansträckningen är elektrifierad och utrustad med automatisk trafikövervakning. Det finns fyra spår mellan Helsingfors och Kervo av vilka två bildar Kervos stadsbana, och mellan Kervo och Riihimäki finns det två spår. Bandelens längd är 71,4 bankilometrar.

## Stationer

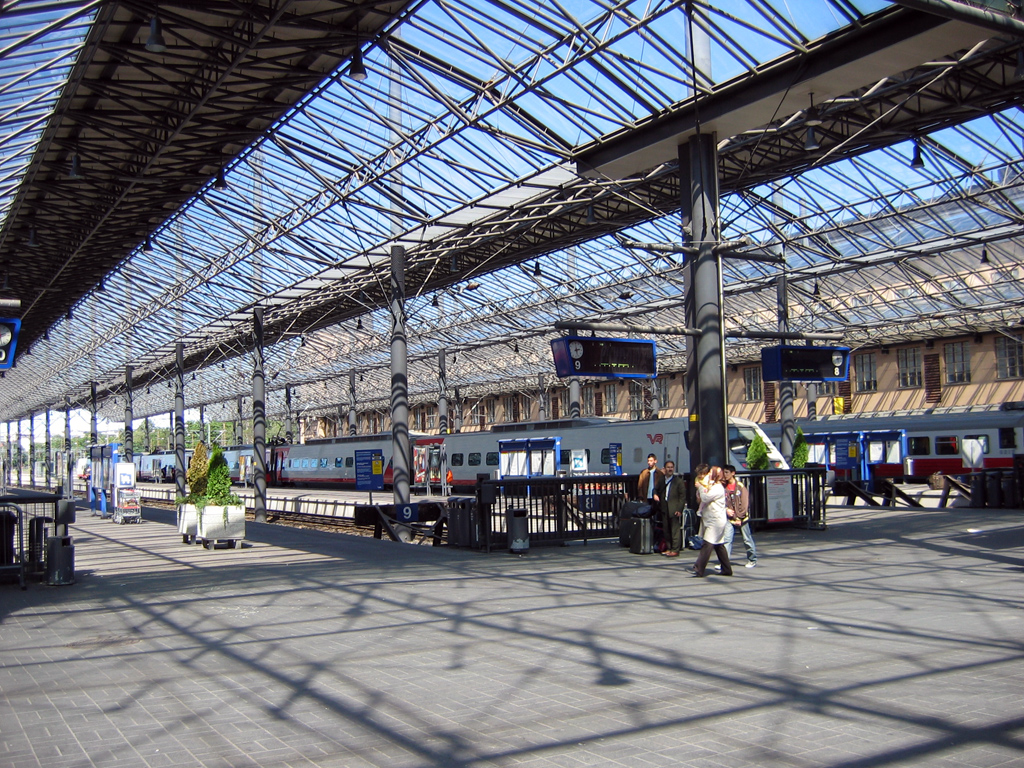
Helsingfors
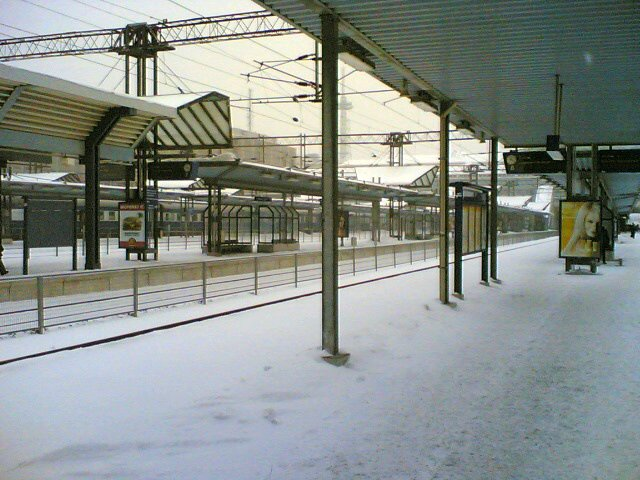
Böle
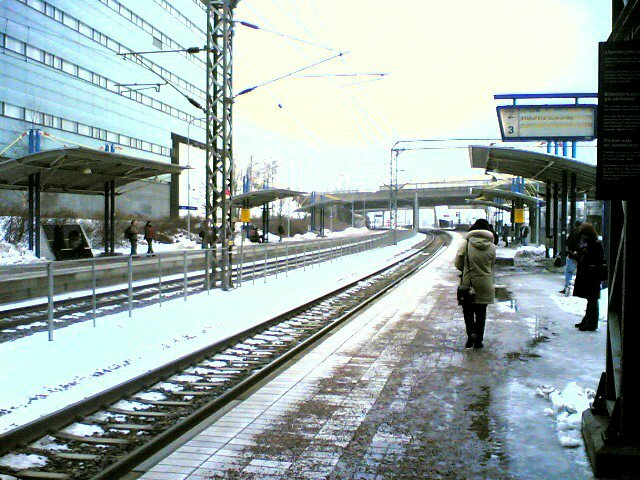
Kottby
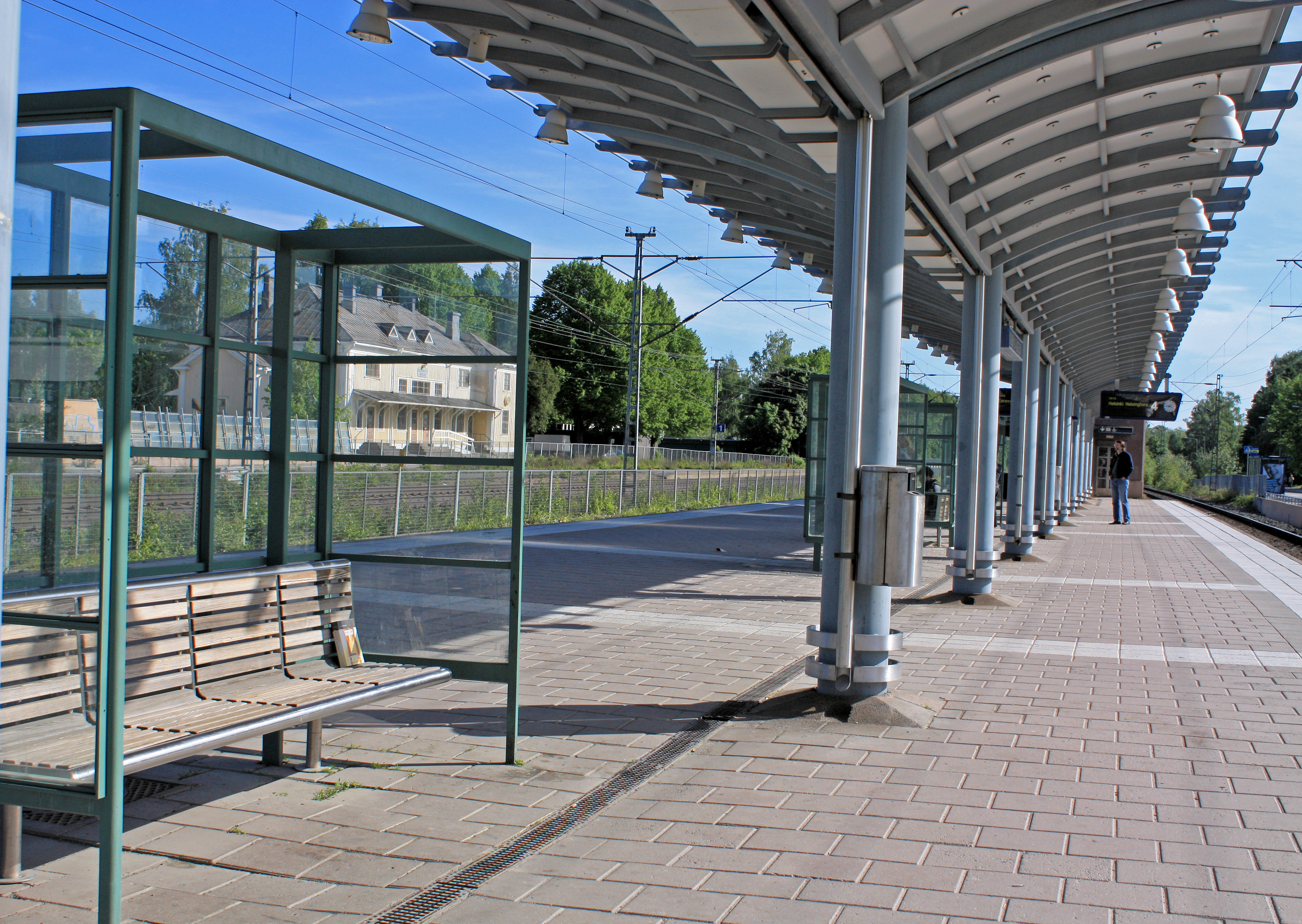
Åggelby
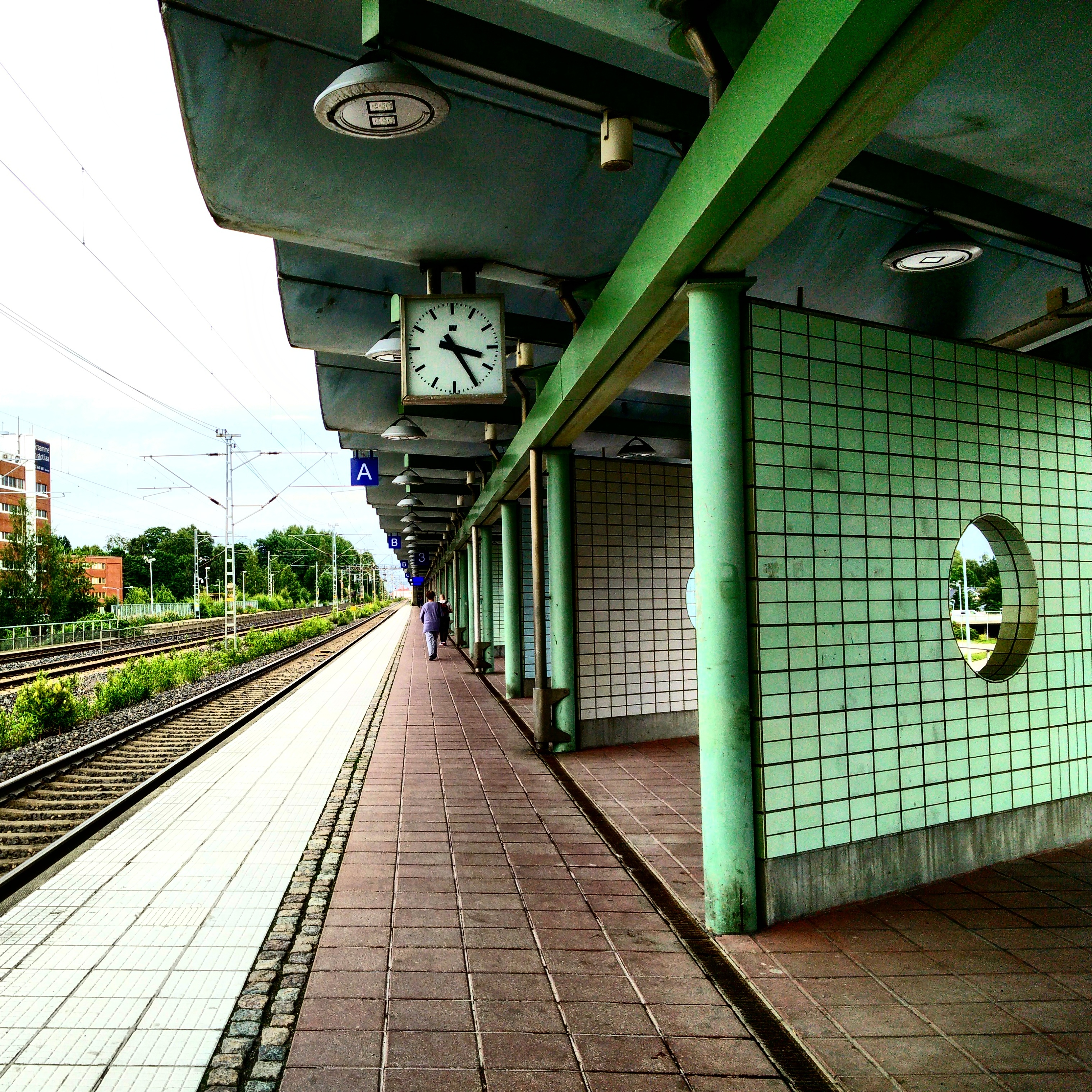
Bocksbacka
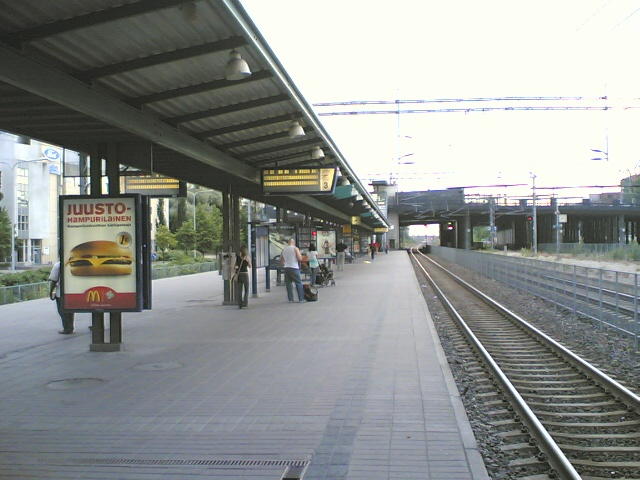
Malm
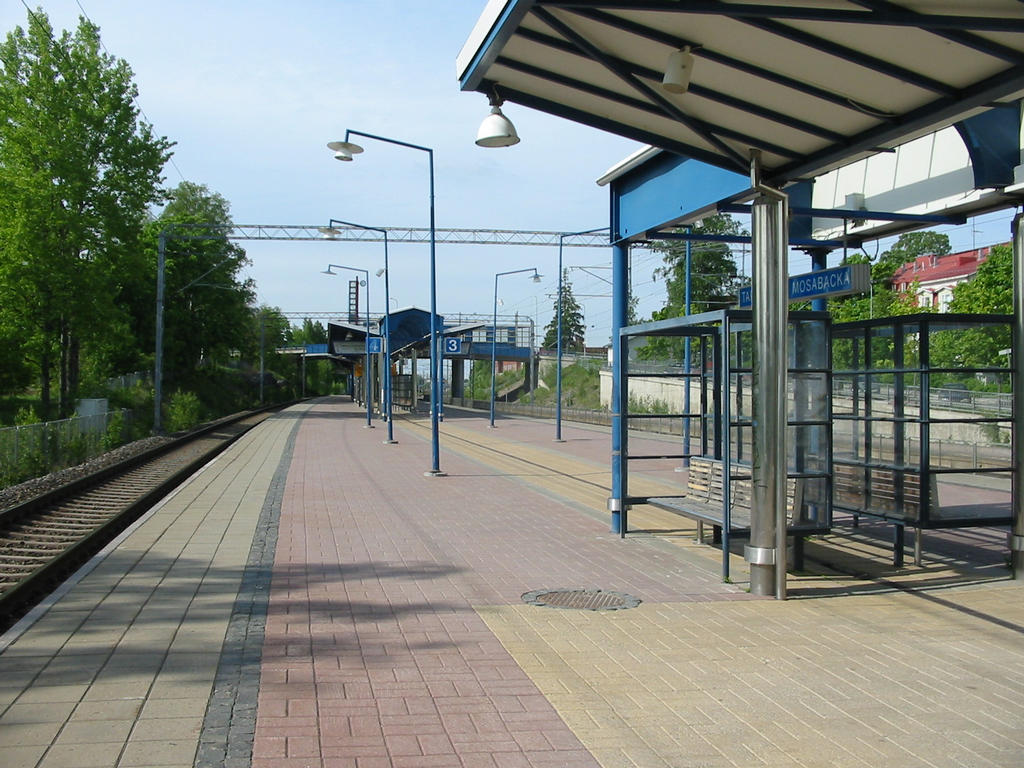
Mosabacka
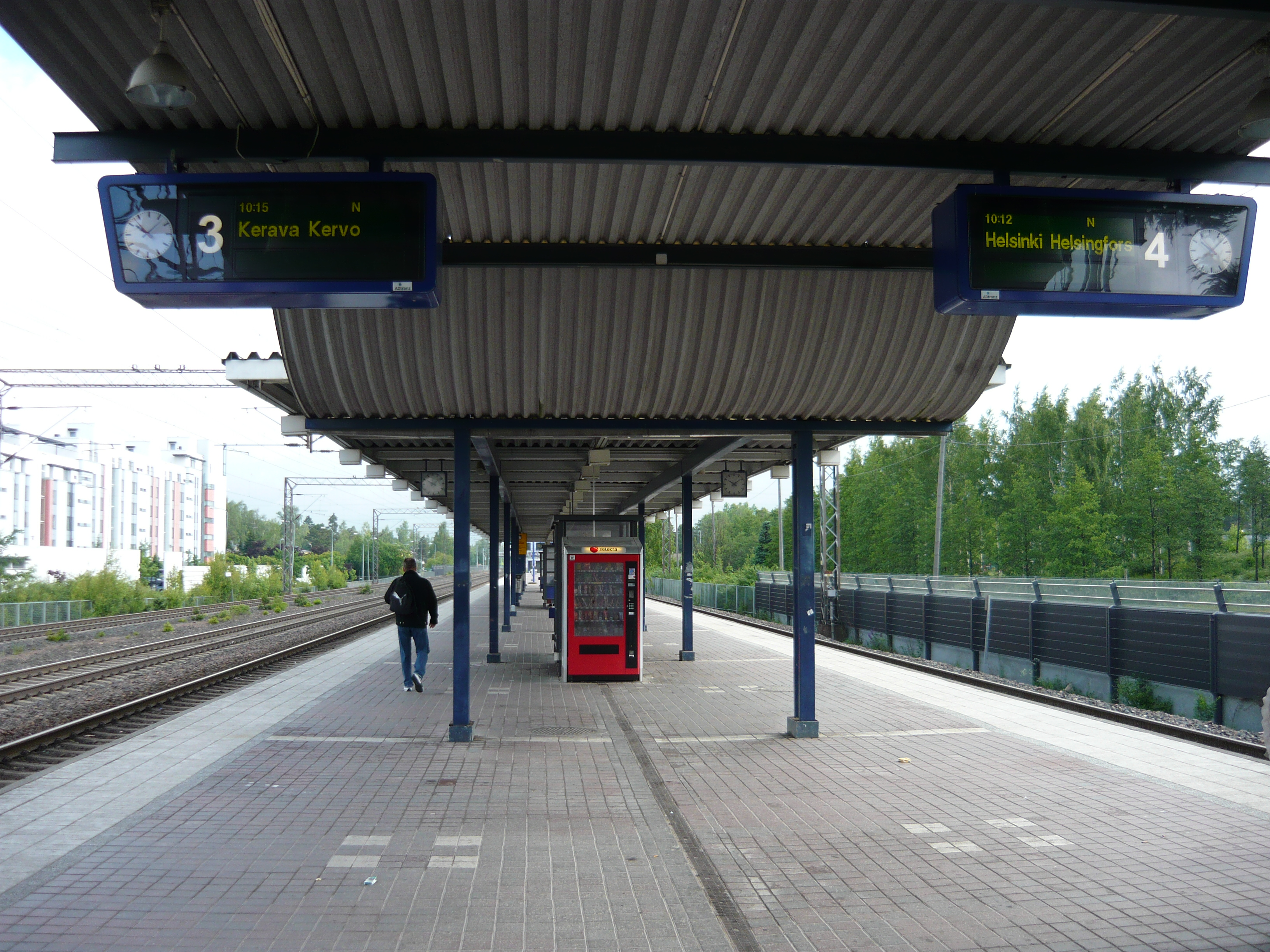
Parkstad
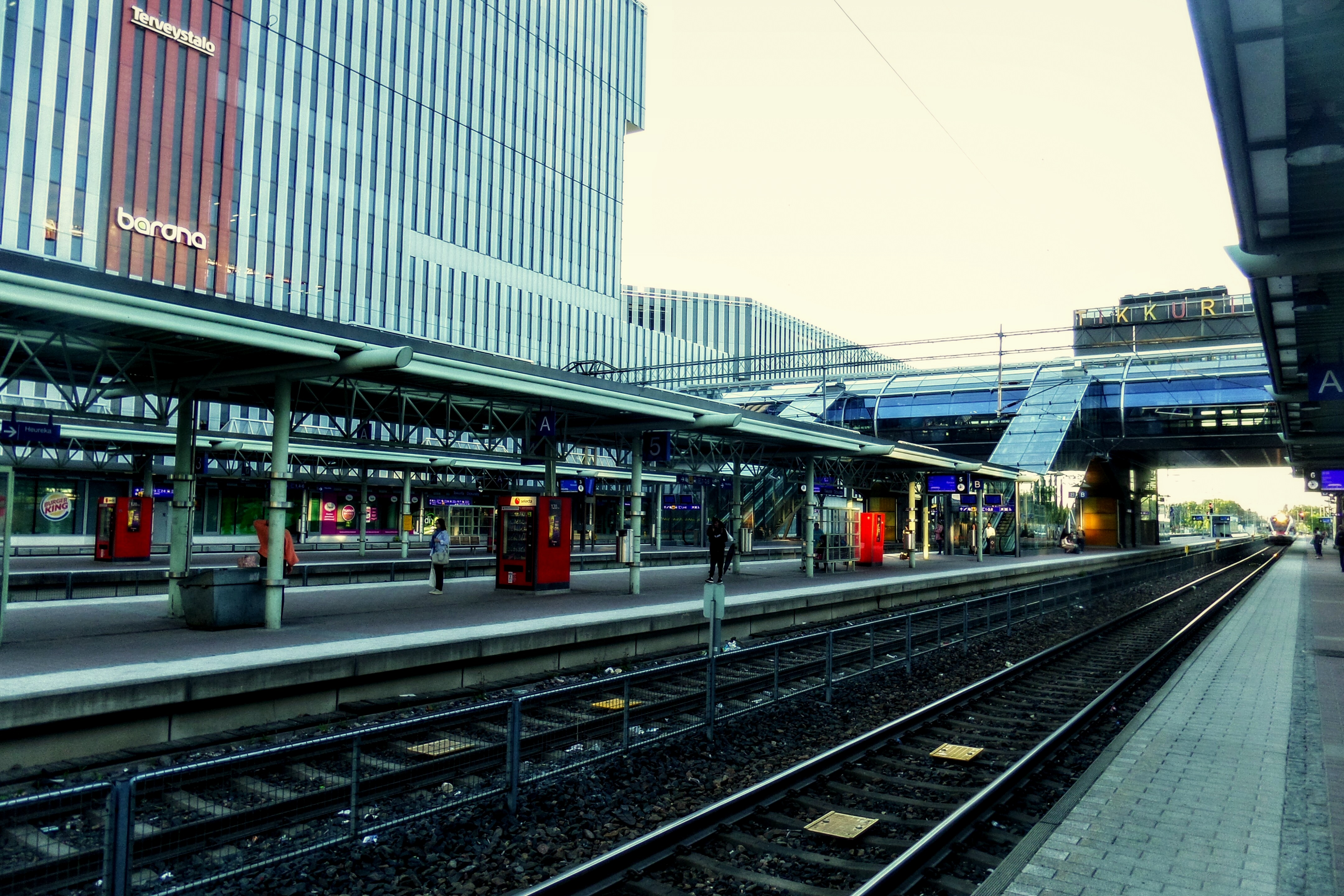
Dickursby
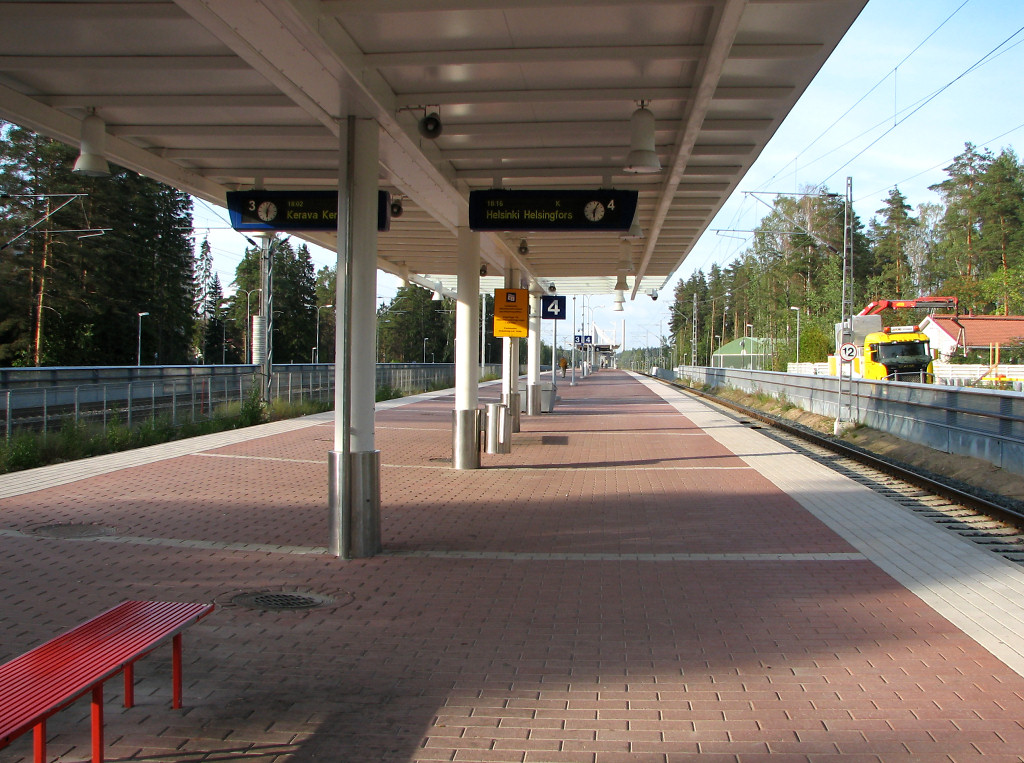
Sandkulla
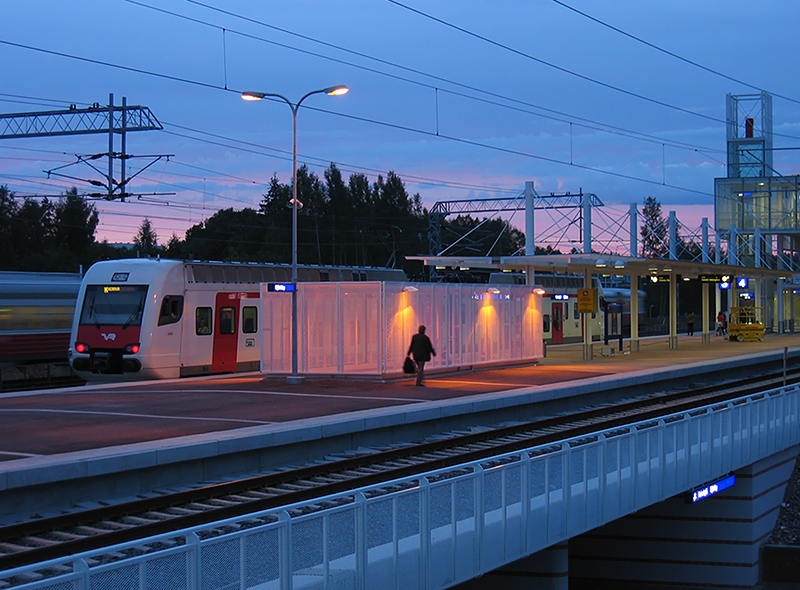
Björkby
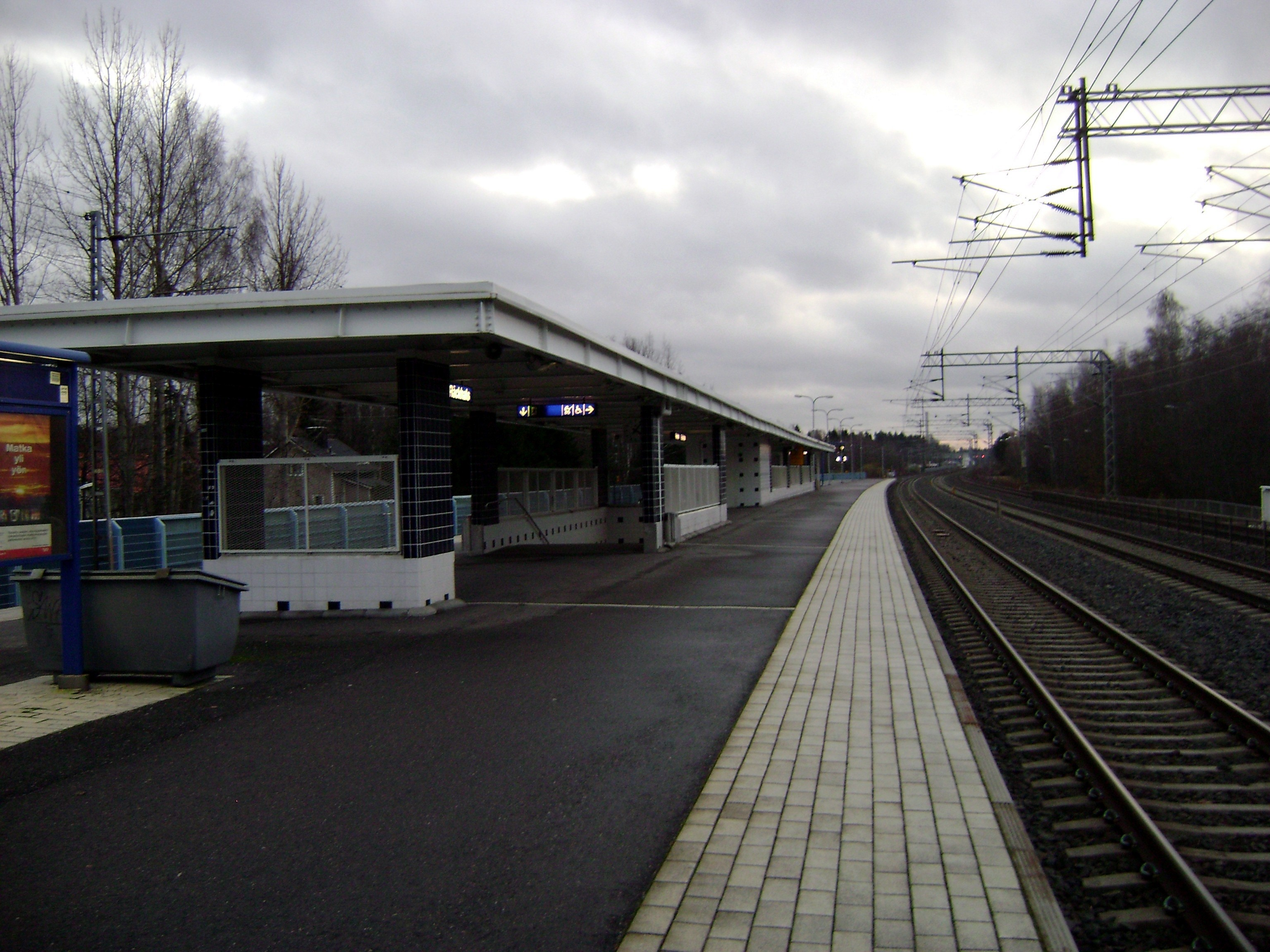
Räckhals
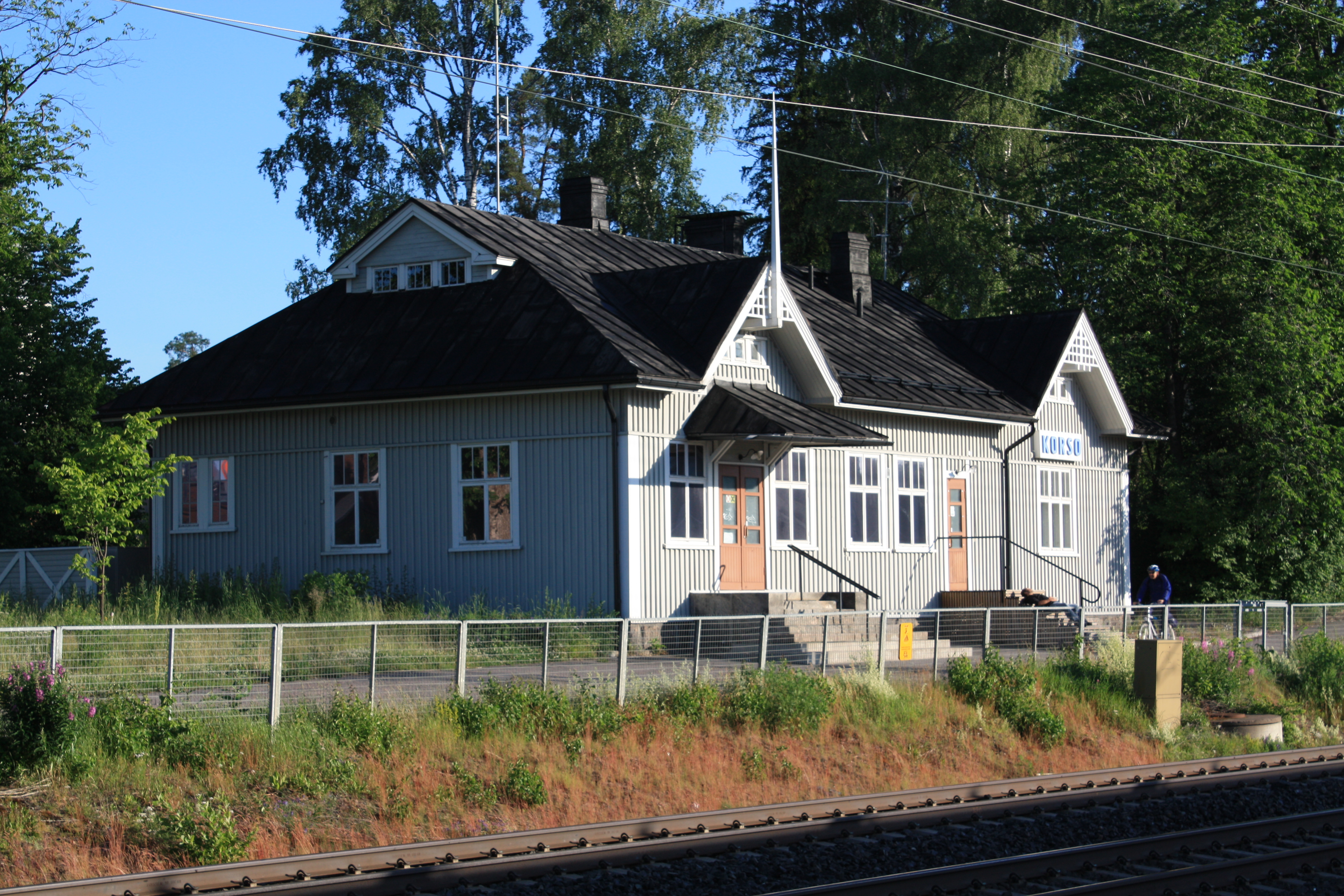
Korso
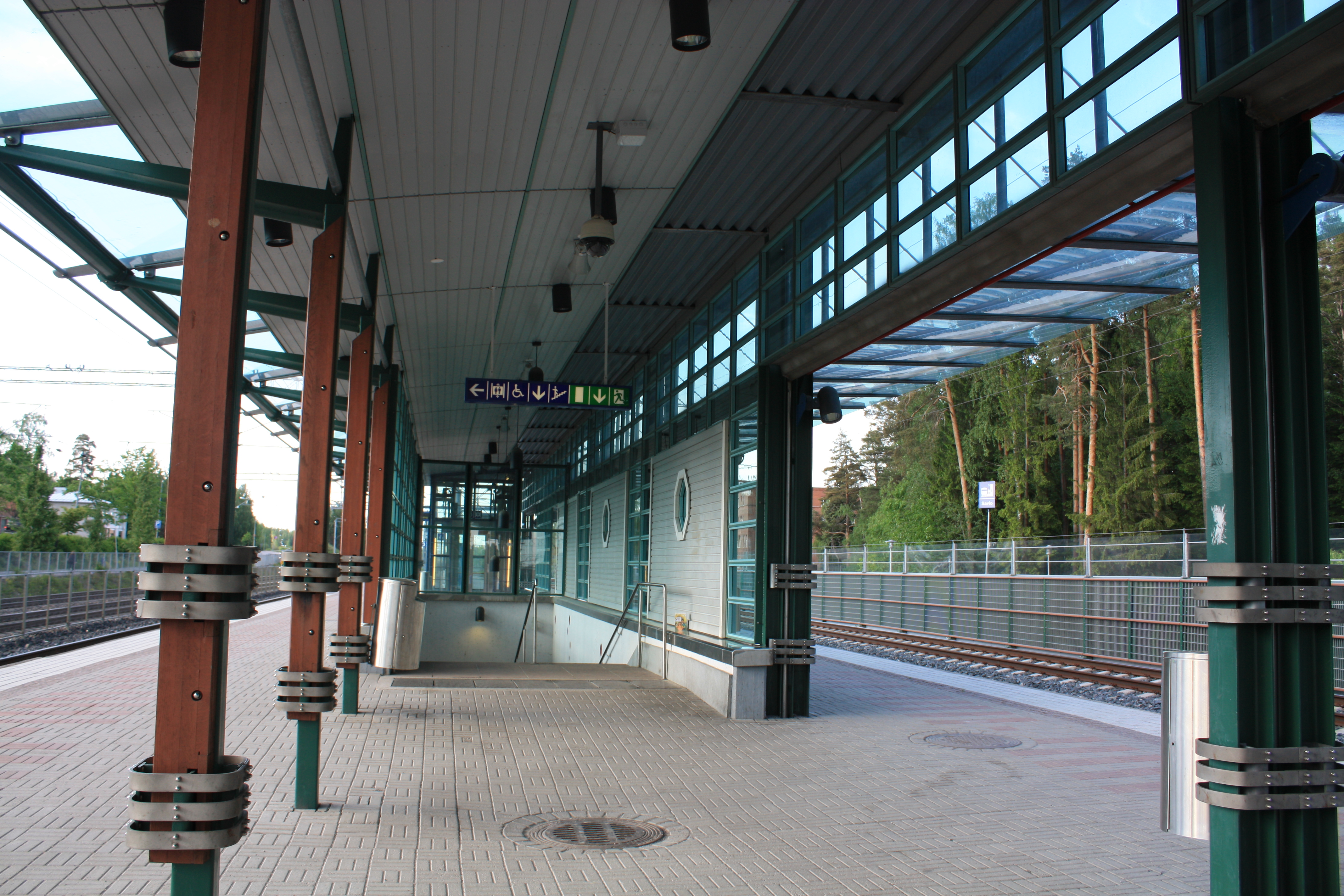
Savio
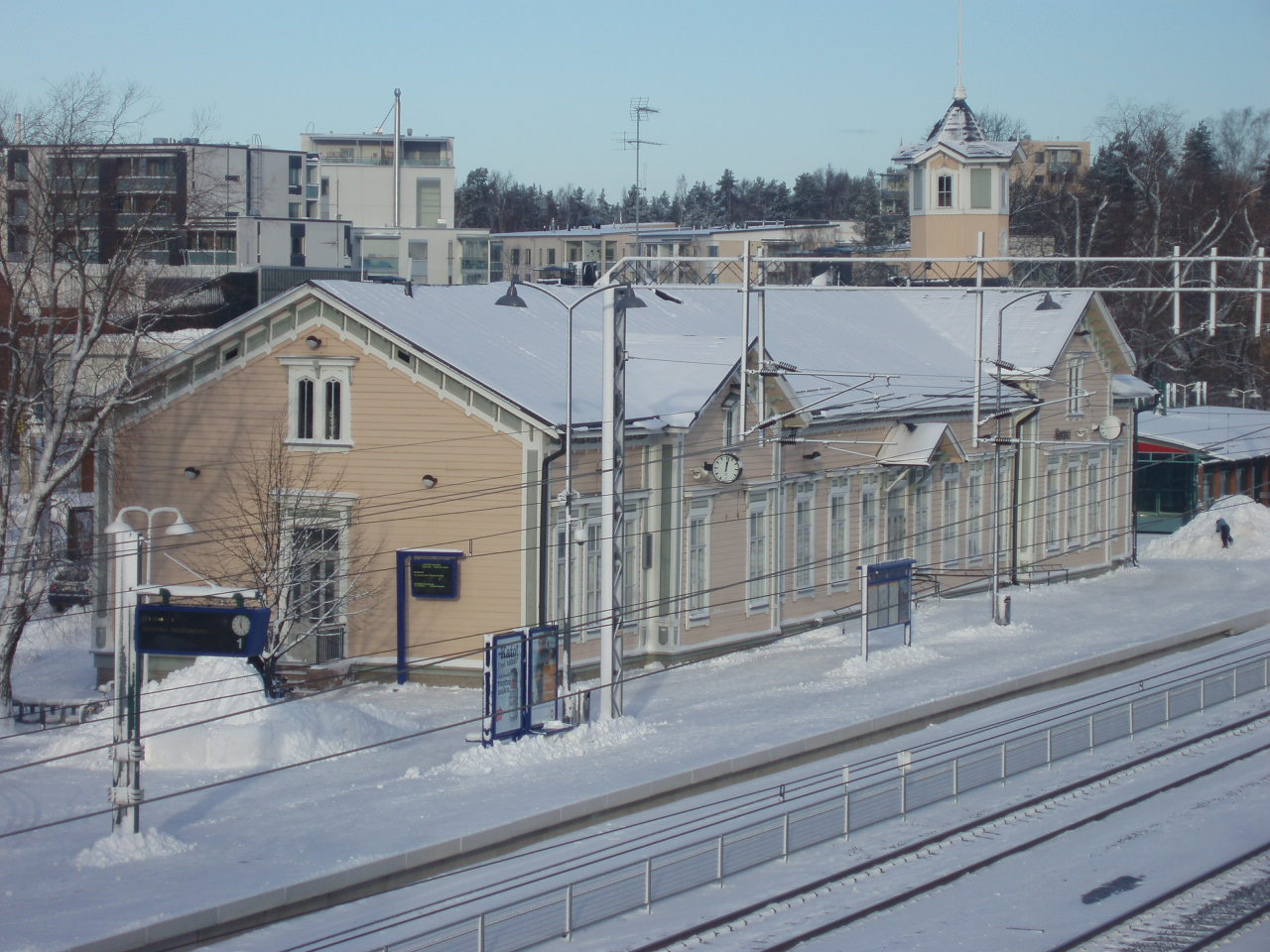
Kervo
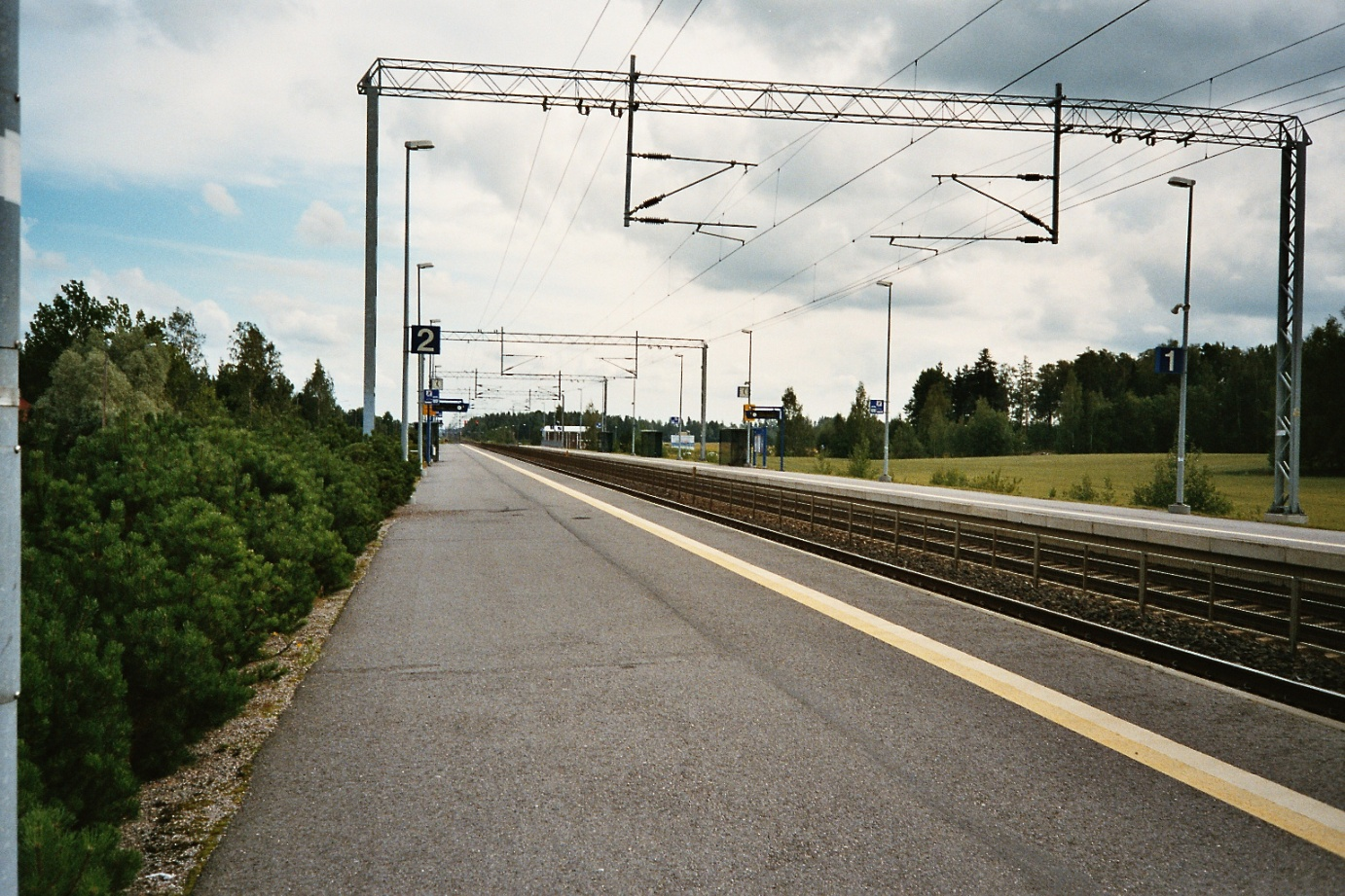
Ainola
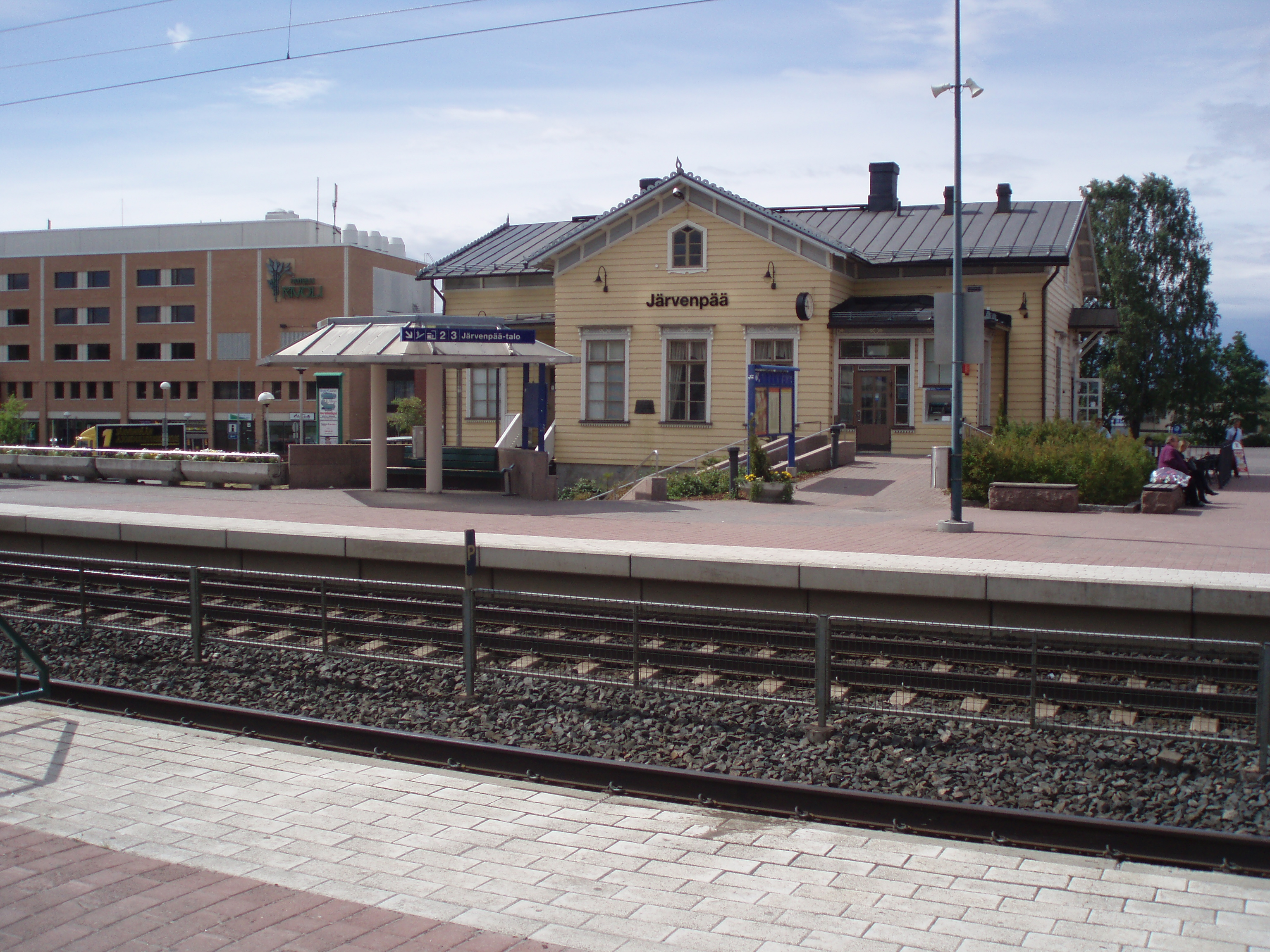
Träskända
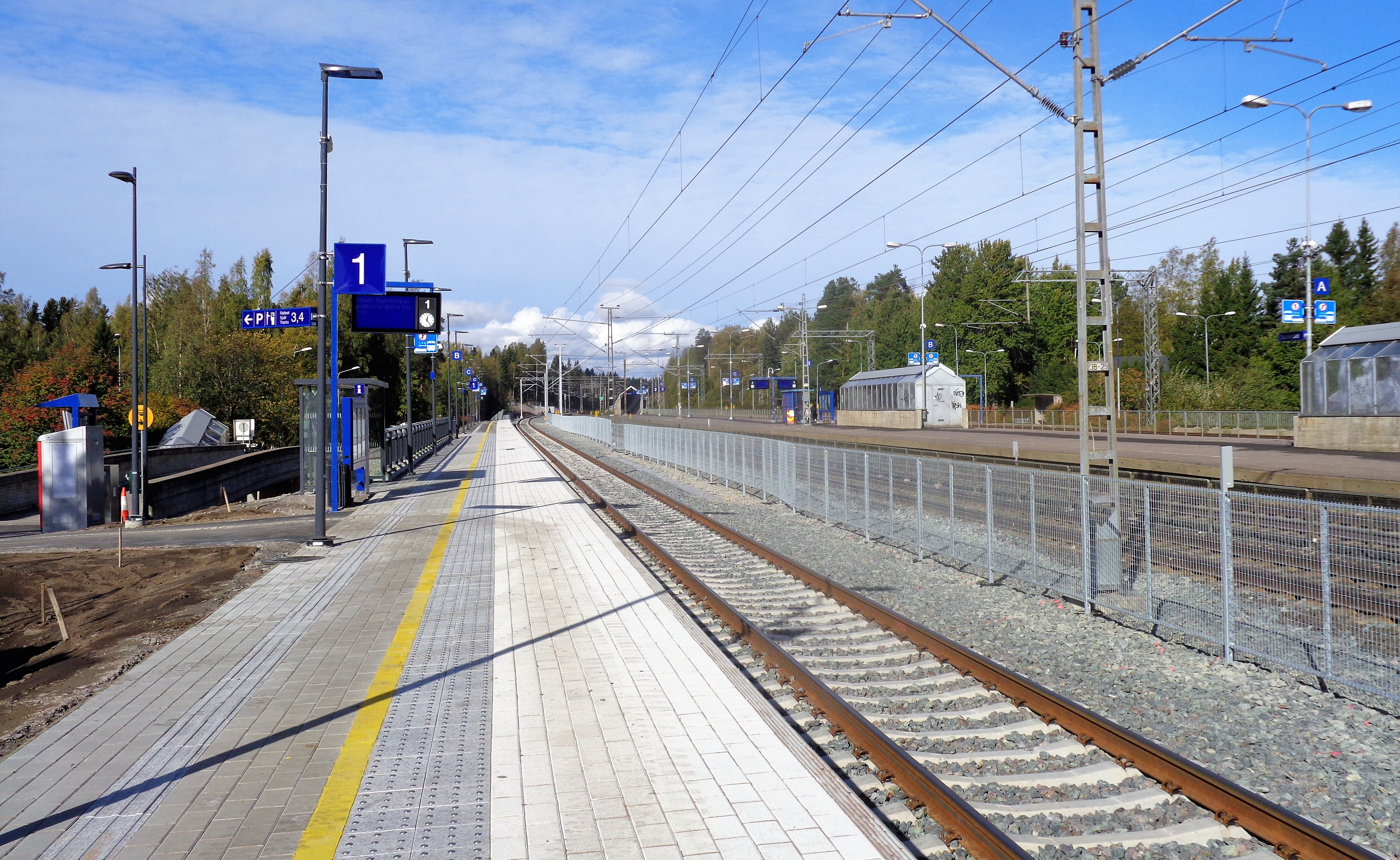
Saunakallio
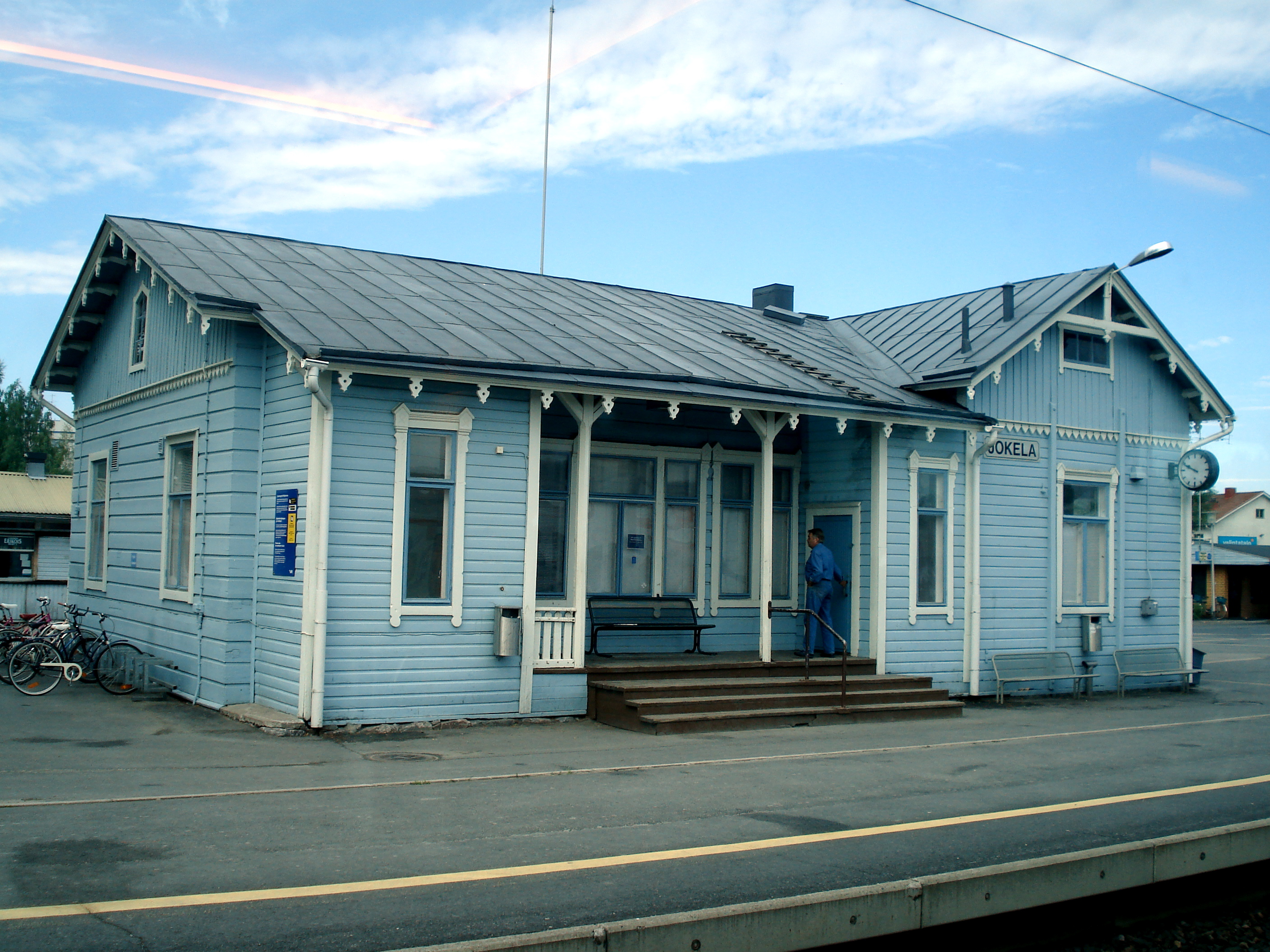
Jokela
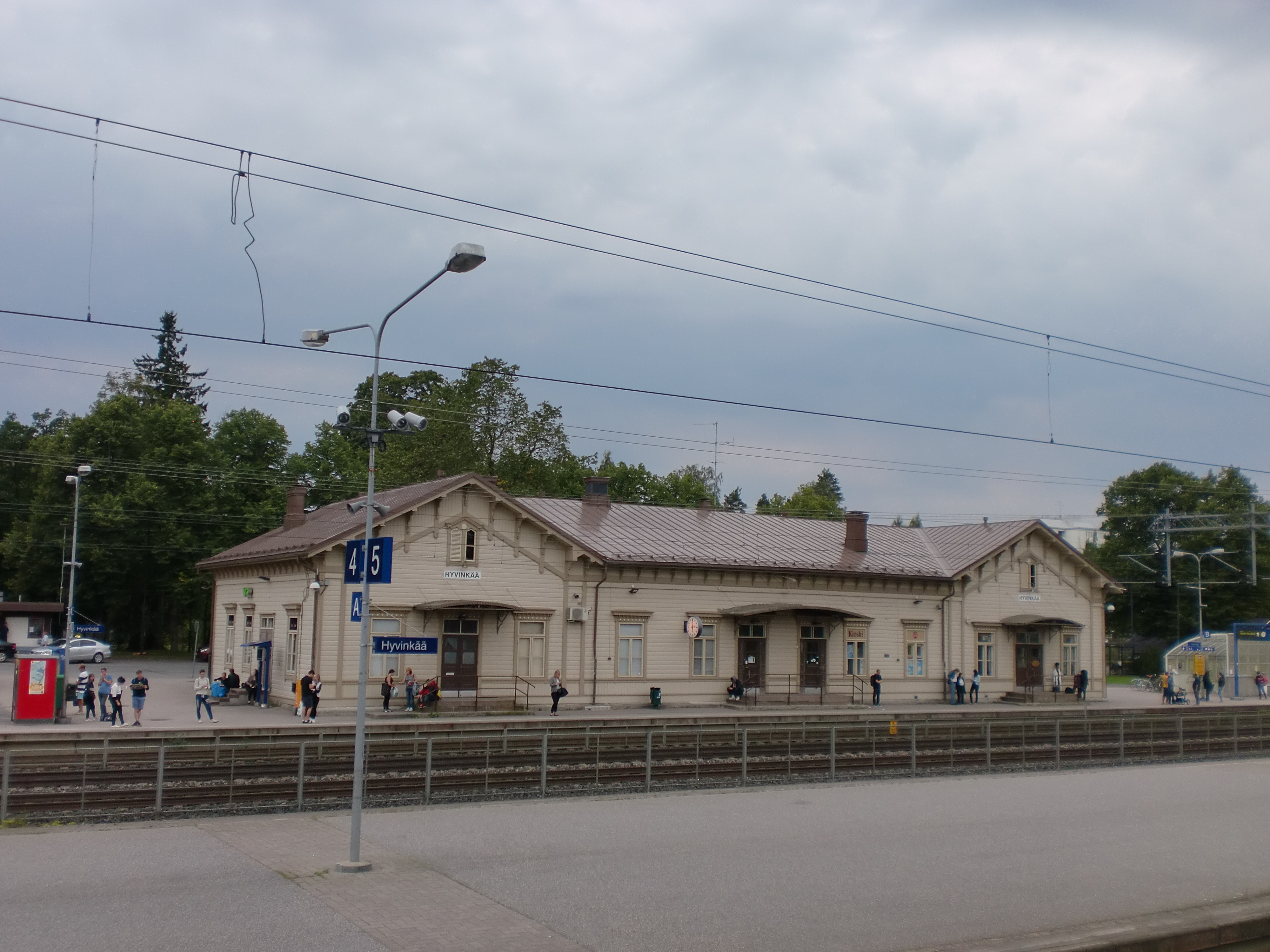
Hyvinge
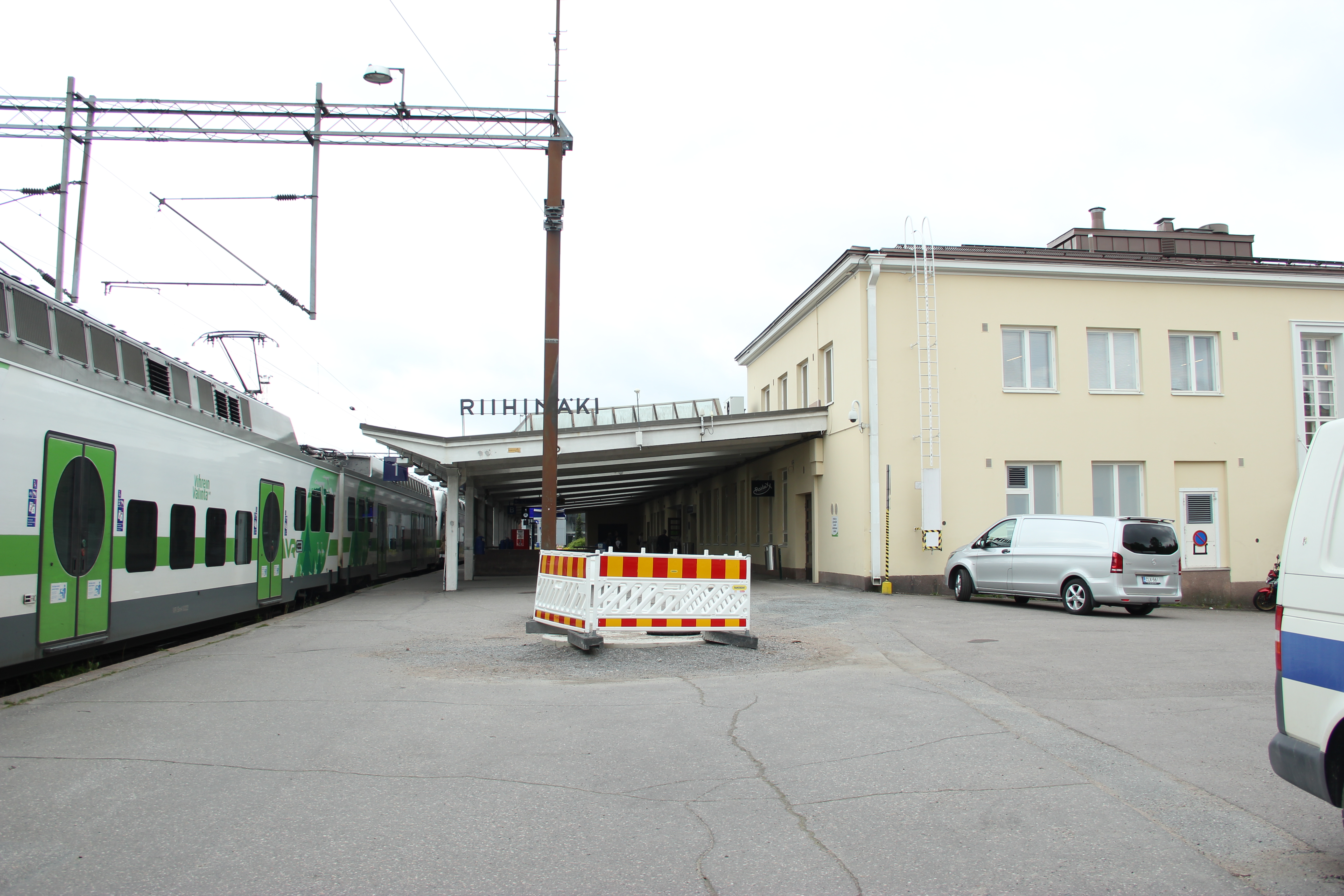
Riihimäki

## Nedlagda stationer
Stationerna Monni, Palapuro och Takoja lades ned 1996. År 2016 slutade tåg stanna i Nuppulinna och Purola.